# 정교회 성 니콜라스 대성당
정교회 성 니콜라스 대성당은 서울특별시 마포구 마포대로18길 43에 있는 정교회 한국 수도 대교구의 대성당이다. 1906년 러시아 정교회 선교사들이 세운 정동 성 니콜라이 성당(현재의 경향신문 사옥 터)의 이름을 이어 아현동에 새로 지은 건물이다.

## 찾아가는 길
- ● 수도권 전철 5호선 애오개역

## 같이 보기
- 동방 정교회
- 한국 정교회